# Plaza Constitución (Pachuca)
La Plaza Constitución; es una plaza de la ciudad Pachuca de Soto, Hidalgo, en México. 
Durante muchos años fue la principal plaza de la ciudad; hasta la construcción del Reloj Monumental de Pachuca que es cuando la plaza Independencia cobra mayor relevancia.
El nombre de la plaza se debe a la Constitución de Cádiz nombre dado por las autoridades de la Nueva España; la mayoría de la población le atribuye su nombre a la Constitución de 1857, o a la Constitución de 1917.

## Ubicación
La plaza está localizada en la zona conocida como Centro Histórico, entre las calles Miguel Hidalgo y José María Morelos y Pavón; que a su alrededor toman el nombre de Calle Plaza Constitución. Ubicada en las coordenadas 20° 7′ 43.35″ N y 98° 43′ 49.64″ W.

## Historia

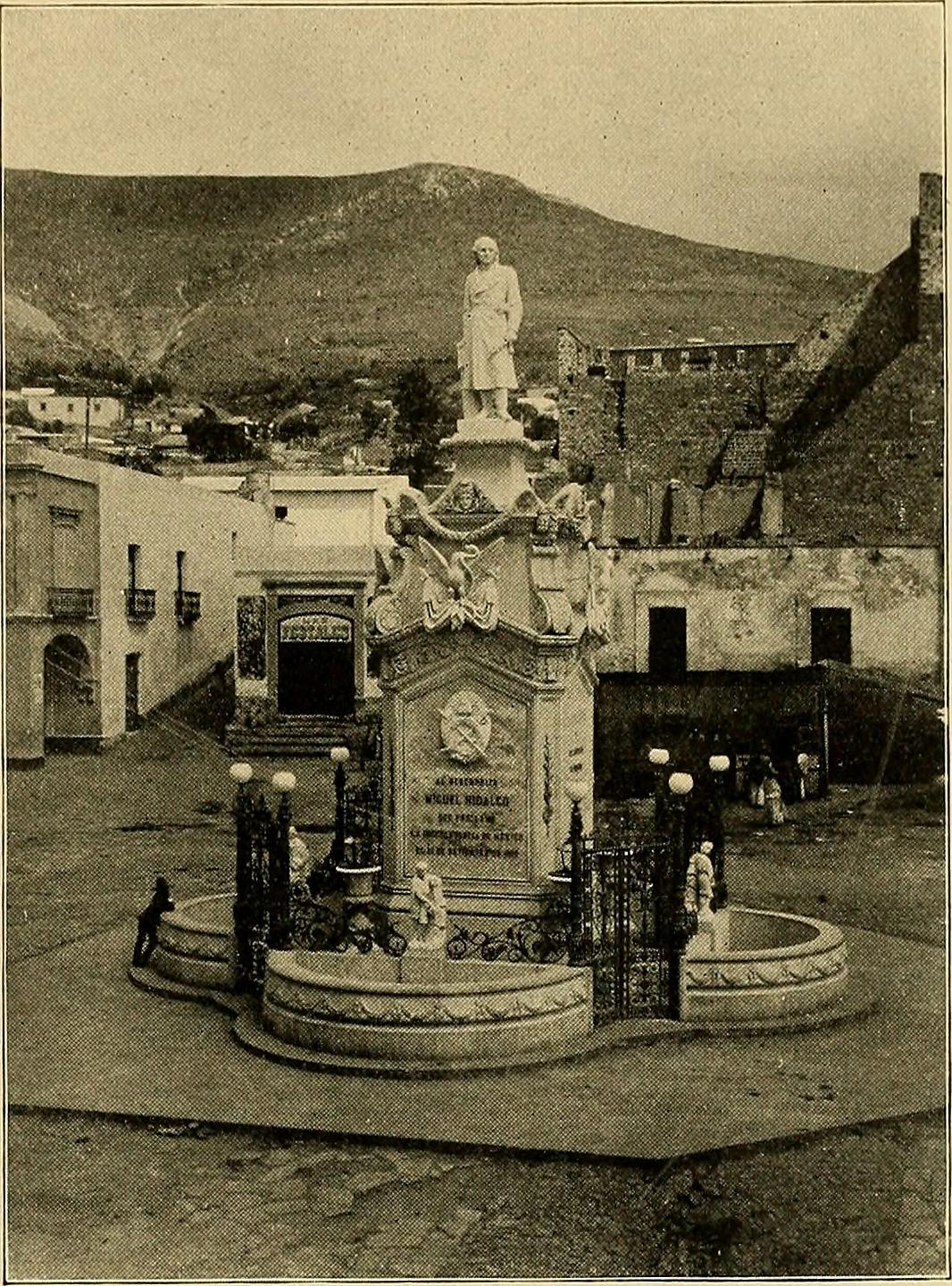
Monumento a Miguel Hidalgo inaugurado el 16 de septiembre de 1888.

Fue construida e inaugurada en el año de 1550, se denominó Plaza Real o Plaza Mayor, por los españoles. A mediados del siglo XVI se inició la construcción de la Parroquia de la Asunción un modesto templo, hecho de una sola nave, dedicado a Nuestra Señora de la Asunción, realizado con paredes de adobe y techo de tejamanil, el cual fue concluido en 1553 y erigido en parroquia en el año 1560.
La construcción, se vino abajo en 1647, iniciándose de inmediato los trabajos de su reedificación, los trabajos duraron 72 años, pues fue totalmente concluida en 1719, durante ese período, los servicios religiosos se celebraron mediante altares improvisados en diversos sitios de la construcción. Las obras en su interior continuaron hasta 1784.  En 1799 el cura Mariano Matamoros es asignado como vicario de la Parroquia de la Asunción; la presencia de Matamoros, abarca del 4 de abril de 1799 al 10 de noviembre de 1801.
Para el siglo XVIII en la plaza se encontraban las oficinas del Oficio Público, despacho del Subdelegado de Partido, y el Sitio de Pregones de su Majestad.
El 10 de febrero de 1810, se produjo una tolvanera que ensombreció el cielo. el viento, hizo volar toda clase de objetos. Los damnificados debieron pasar la noche en el Portal de los Mercaderes ubicado en esta plaza hasta que el subdelegado José María Montes de Oca dispuso como labor colectiva la restauración de las casas afectadas.
En la Alcaldía Mayor del Real de Minas de Pachuca, el subdelegado Francisco de Paula Villaldea recibió la orden de conmemorar la Constitución de Cádiz, mediante un bando firmado por el Virrey Francisco Javier Venegas. El 19 de marzo de 1813, se cambió el nombre de manera oficial, se celebró una misa de Te Deum.
Concluidos los servicios religiosos, se realizó un desayuno popular; y dio una carrera de listones a caballo que recorrió perímetro de la plaza hasta las casas del Primer Conde de Regla, ubicada en la esquina que formaban la calle Real, y la de La Cuesta a la Cruz de los Ciegos (hoy Hidalgo y Ocampo), para regresar hacia la parroquia, pasando por la explanada de mercaderes (hoy mercado 1 de mayo), donde se había colocado un poste de madera, en los que debería anudarse un listón de colores cada vuelta.
La plaza tuvo una remodelación en 2007, durante la administración de Omar Fayad Meneses; los trabajos consistieron en la remodelación de los portales que rodean la plancha, el Antiguo Palacio de gobierno y el monumento a Miguel Hidalgo. En 2012, la plaza tuvo otra remodelación donde se llevó a cabo la sustitución de tuberías de las redes hidráulica y sanitaria, restauración y limpieza de fachadas.
El 12 de abril de 2020, para evitar congregación de personas y la propagación del SARS-CoV-2; el Ayuntamiento de Pachuca de Soto procedió a la sanitización del lugar, y luego se acordonó el perímetro para limitar el acceso; esto para manejar la pandemia de enfermedad por COVID-19 en la ciudad.

## Arquitectura

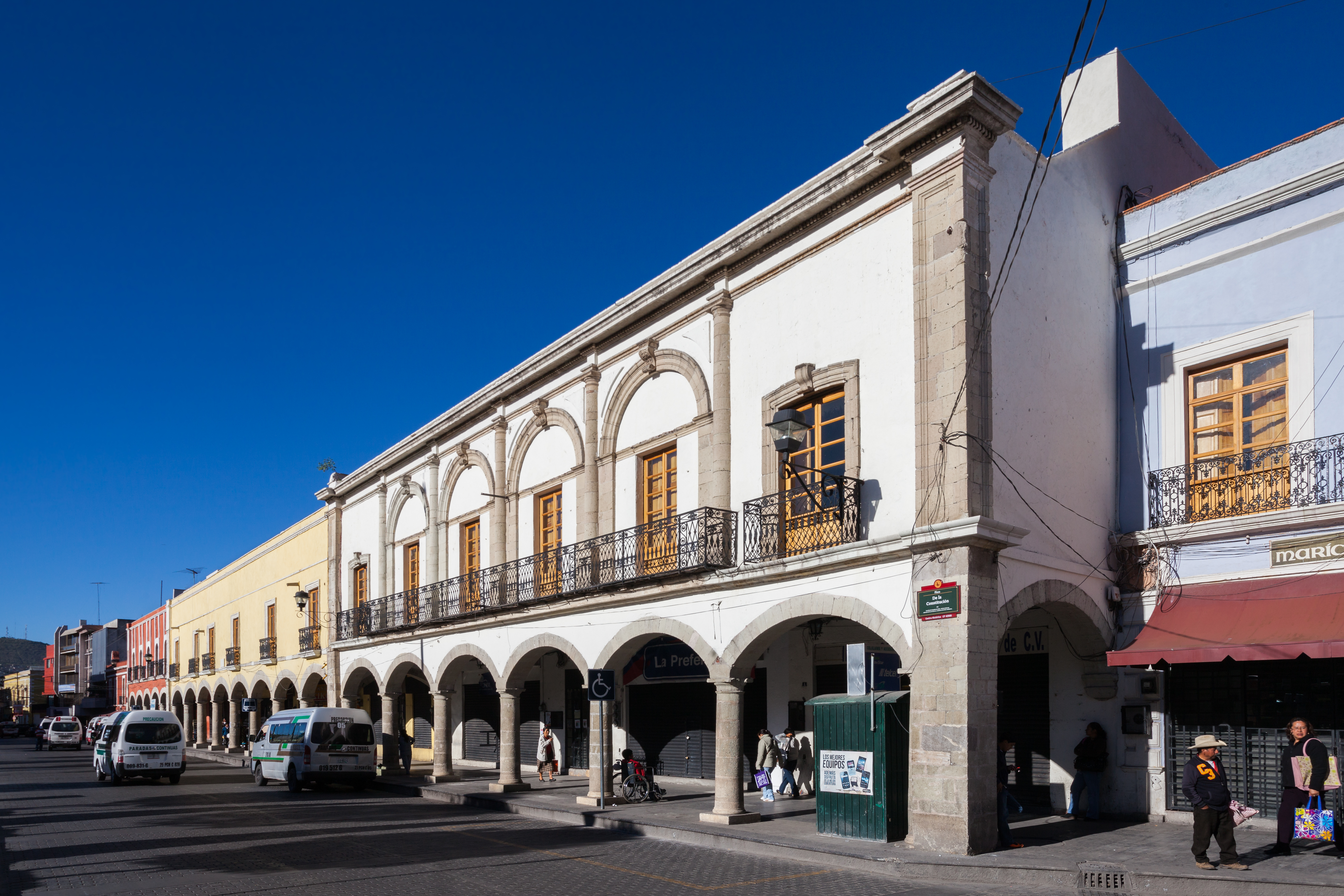
Portales de la plaza.

Algunos de los edificios y monumentos que se encuentran en las inmediaciones de la plaza son:
- Parroquia de la Asunción, la portada se compone de dos cuerpos: el primero en el acceso del templo, lanza un arco de medio punto flanqueado por dos pilastras y una arquitrabe barroca.[5][6][7] El segundo cuerpo presenta una ventana coral. La parte superior tiene un nicho rematado por un frontón. La torre es de dos cuerpos con vanos de arcos a medio punto.[5][6][7]

- Antiguo Palacio de Gobierno construido en el siglo XIX, de 1882 a 1943 fue Palacio de Gobierno, de 1943 a 1970 fue Cámara de Diputados, de 1970 a 1986 fue sede del Ayuntamiento de Pachuca.[17] Pasó después pasó a ser propiedad de la Compañía Real del Monte y Pachuca, que lo cedió en pago de adeudos al Instituto Mexicano del Seguro Social, institución que más tarde, en el año 2005, construyó su subdelegación el sur de la ciudad y dejó vacío el inmueble.[17]

- Mercado 1 de mayo, durante la Nueva España se conocía como la Plaza de Mercaderes, un amplio espacio abierto, en el que tenían cabida los lunes poco más de un centenar de puestos semifijos, que se reducían a un tercio el resto de los días de la semana.[18] Durante el siglo XIX, se construye una hostería en el lugar.[18] Hacia 1905, después de diversas adaptaciones, el edificio se convirtió en el "Mercado Libertad" que se mantuvo en operaciones por cerca de 20 años, hasta que a finales de 1924, se determinó demoler el deficio para construir uno nuevo el 1 de mayo de 1926, se inaugura el Mercado 1 de mayo, por el presidente Plutarco Elías Calles.[18]

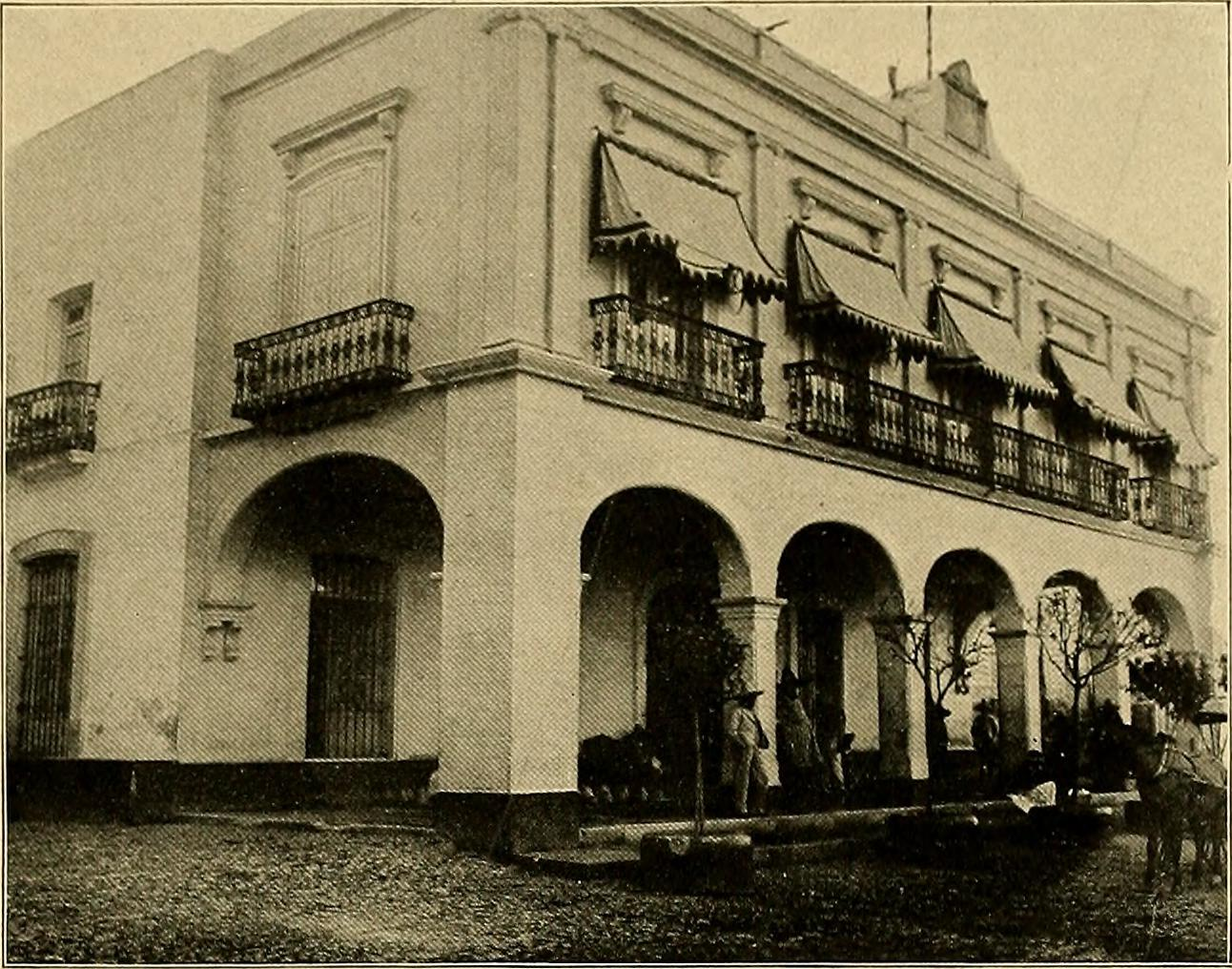
Antiguo Palacio de Gobierno a finales del.

- Monumento a Miguel Hidalgo, el diseño y construcción, fue encargado al escultor y arquitecto de origen italiano Cayetano Tangassi, en el año 1886. Alguna vez se atribuyó a los hermanos Juan y Manuel Islas, artesanos de Real del Monte.[19] Monumento de estilo neoclásico, con cuerpo cuadrangular, cada una de las fuentes perimetrales tiene una estatua de mármol representando a una indígena, con una escopeta en la mano y la otra un jarrón que vierte el agua en la fuente.[19] Al centro se levanta la escultura de Miguel Hidalgo, sosteniendo un documento en una de las manos, y en la otra un ramo.[19]

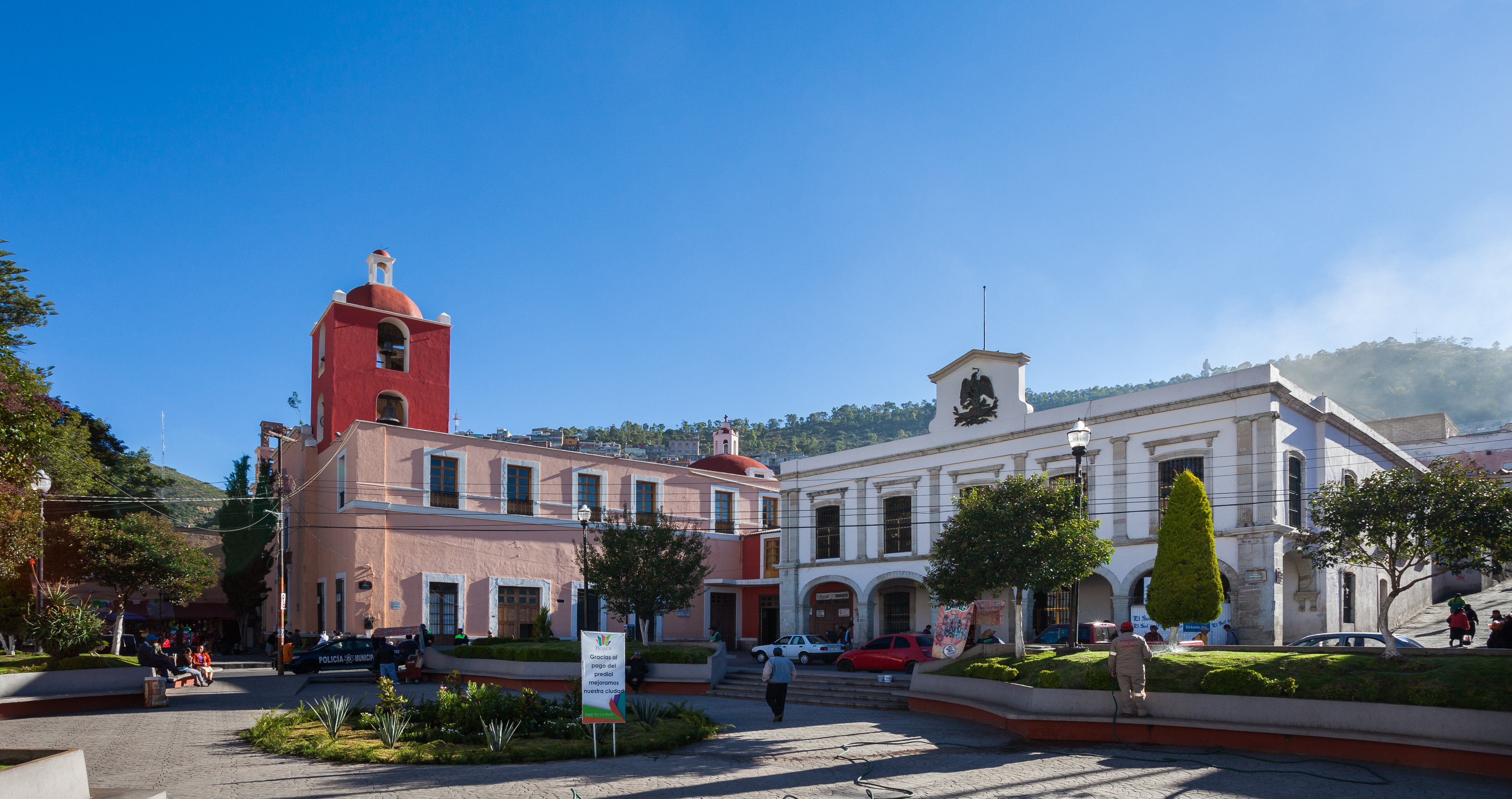
Panorámica de la Plaza Constitución en 2013. De izquierda a derecha se pueden observar; la Parroquia de la Asunción y el Antiguo Palacio de Gobierno del Estado de Hidalgo.